# Rottmersleben
Rottmersleben – dzielnica gminy Hohe Börde w Niemczech, w kraju związkowym Saksonia-Anhalt, w powiecie Börde.
Do 31 sierpnia 2010 dzielnica była samodzielną gminą. Do 30 czerwca 2007 gmina należała do powiatu Ohre, wspólnoty administracyjnej Hohe Börde.